# 이채연 (1861년)
이채연(李采淵, 1861년 ~ 1900년 8월 15일)은 19세기 조선 시대에 한성전기 회사 사장및 한성부 판윤, 농상공무 협판을 맡았다. 1896년 한성판윤에 처음으로 임명되어 여러 차례에 걸쳐 직책을 맡고 사망하기전까지 한성판윤의 직책을 유지했다. 재임시절 한성 개발에 주력하였으며 독립협회 창립에도 참가하였다. 이후 1898년 한성전기회사의 사장으로 취임하였다. 경기도 양주군 백석읍 복지리 호명산에 묘소가 있다.

## 생애

### 생애 초기 및 미국에서의 생활
이채연은 1861년 경상북도 칠곡에서 통사랑(通仕郞) 선공감가감역관(繕工監假監役官) 이이봉(李以鳳)의 아들로 태어났다. 1887년 번역관의 직책을 가지고 미국에 첫발을 내딧고 이듬해에 서기관이 되었다. 초대주미공사관의 관원은 전권공사 박정양, 참찬관 이완용, 번역관 이채연, 서기관 이하영, 이상재, 수행원 2명,무관 1명, 하인 2명 등 모두 10명이었고, 여기에 미국의 의사 알렌이 외국인 참찬관 자격으로 동행했으며, 박정양 일행보다 두 달 일찍 출발했다. 막상 이들 가운데 영어를 조금 할 수 있는 사람은 이완용, 이하영, 이채연 3명뿐이었다. 이완용에 이어 대리공사로 재직하던 중, 미국, 워싱턴 D.C.에서 미국에서 태어난 첫 번째 한국인인 아들을 낳았다. 워싱턴에서 태어난 그들의 첫 아기를 기념하기 위하여 아들의 이름을 Ye Washon으로 지었지만 그 해를 넘기지 못하고 아들을 잃었다. 1893년 시카고에서 열린 Chicago World's Columbian Exposition에서 한국관을 개설하고 총책임을 맡았다. 이후 미국에서의 공식적인 모든 일정을 마치고 1893년 조선으로 귀국하여 고종에게 보고하는 것으로 미국에서의 모든 임무를 끝마쳤다.

### 귀국후 활동

#### 농상공부 협판
귀국후 이채연은 1894년(고종 31) 갑오(甲午) 식년시(式年試) 진사(進士) 3등 928위로 생원진사시에 합격하고, 1894년(고종 31) 갑오(甲午) 전시(殿試) 갑과(甲科) 3위로 문과에 급제하였다. 이후, 제 2차 김홍집내각의 농상공부 협판을 맡고 김홍집 내각의 개혁의 한 축을 맡았다. 농상공무는 조선 후기 농 ·상 ·공 및 우체 ·전신 ·광산 ·선박에 관한 사무를 맡은 관청으로써 협판은 칙임관 3등급으로 봉급은 2,500원이었고, 이채연은 최초로 임명된 농상공무 협판이다.

#### 한성판윤
조선의 근대화 사업의 일환으로 1896년 아관파천 직후 한성 개조 사업이 시행되었는데, 개조 사업의 실무를 담당한 인물이 한성판윤을 재임한 이채연이다. 한성 개조 사업의 중요 내용으로는 1896년 9월 28일 발령된 내부령(內部令) 제9호 ｢한성부 도로의 폭을 규정하는 건｣에서 찾을 수 있다. 이는 다음과 같은 3가지 중요 사업을 포함하고 있다.
1. 종로, 남대문로 등 한성부의 주요 간선도로를 침범한 무허가 가옥을 철거해 본래의 도로 공간을
회복.
2. 아관파천 이후 법궁(法宮)으로 새로 건설된 경우궁(慶運宮) 대안문(大安門) 앞을 중심으로 방사
상 도로를 새로 만들어 기존의 도로들과 연결하여 도시 구조를 방사상도로를 중심으로 재정립.
3. 경우궁을 비롯한 주요 시설을 연결할 간선도로망 정비.
이외에 현재까지 포착할 수 있는 사업들로는 경운궁, 독립문, 원구단, 황제즉위 40주년 기념 비전 축조 및 독립공원, 경운궁 퍼브릭 파크, 탑골공원 조성 등이 있다. 또한, 한성 시내에 전기, 수도, 전차, 철도를 도입했다. 이채연은 도로 정비 사업을 위하여 도로를 침범하는 것들을 철거하였다.
 이채연은 길거리에서 물건을 팔거나 자판에서 상행위를 하는 행동을 하는 사람들을 엄히 다스려서 처벌하였다. 새 법궁이 된 경운궁의 대안문을 기점으로 방사성도로를 만들었는데, 이는 워싱턴 D.C.에서 대리공사로 재임하던 시절에 본 것을 한양 도로 정비 사업에 적용한 것이다. 시청 앞 서울광장의 현재 모습도 한성 개조 사업 때의 모습을 바탕으로 하고 있다. 서울광장의 6거리 체계도 정연한 형태는 아니지만 외형상 방사상 도로에 속한다. 이채연 외에도 총리대신 겸 내부대신 박정양, 내부 토목국장 이상재가 이 일을 추진했다. 서울의 궁궐과 종묘는 군주는 남쪽을 바라보며 백성을 다스린다는 유교 정신에 따라 북쪽 산 아래에 배치되어 있다. 하지만 유일하게 경운궁만이 도심 가운데로 나와 있다. 이는 1896년 2월 고종이 일본군의 감시를 피하여 경복궁을 빠져 나와 러시아 공사관에 숨어 있는 상태에서 환궁하여 쓸 새로운 궁을 만들 때 한성 개조 사업의 일환으로 진행됐기 때문이다. 독립신문은 이러한 이채연의 한성 개조 사업에 대해 높이 칭찬 하였다.

#### 한성전기회사 사장
한성전기회사는 1898년 황실의 단독 출자를 바탕으로 친미개화파 관료가 중심이 되어 미국의 자본과 기술을 도입해 설립한 최초의 전력 기업이다. 1893년 주미 대리공사 이채연이 미국 국무장관 Walter Q. Gresham과 만나 전기철도 부설에 대한 논의가 시발점으로, 1896년에 들어서 미국인 기업가 Henry Collbran과 서울에 전차 부설에 대해서도 협의가 시작되었다. 하지만, 러시아와 친러파 진영의 방해로 회사 설립이 지연되었지만, 이채연의 대리인인 이근배와 김두승의 한성전기회사 설립 청원으로 결국 1898년 1월 26일 한성전기회사 설립이 허가되었다. 한성전기의 설립은 이 시기 광무정권의 산업진흥정책과 깊은 관련이 있다. 특히 광무황제는 1880년대부터 전력산업에 지속적으로 깊은 관심을 가져 왔고, 대한제국의 수립 이후에는 청량리에 소재한 홍릉까지 가는 편리한 교통수단을 갖기를 희망해왔었다. 전차 부설 구상은 그에 의해서 시작되었다고 해도 과언이 아니다. 서울에 전차, 전등, 전화 부설에 대해서 각각 10만원씩 합계 10만원으로 시작하였으며, 이 해 2월 이채연이 한성전기회사 사장으로 취임하게 되었다. 전차 노선으로는 서대문-종로-동대문-청량리(본선), 종로-남대문-용산(용산선), 서대문-남대문(의주선)에 대하여 1898년 9월 15일 공사를 시작하여 이듬해 5월 4일 본선이 개통되었고 이해 12월 20일 용산선이 개통되었다. 마지막으로는 1890년 7월 6일 의주선이 개통되었다. 하지만 개통후 공사를 관장한 콜브란측에 공사대금 지불 못해 한성전기회사의 설립과 경영과정에 깊게 관여한 콜브란 회사가 경영권을 장악하게 되었다. 이후 이들은 사업 확장을 진행해 나갔다. 이러한 사업 확장을 지원한 자로는 이채연을 포함하여 미국공사 알렌과 서기관 출신으로 궁내부고문에 임명된 샌즈(William F. Sands)의 열렬한 지원, 그리고 이윤용, 민영환, 민상호, 강석호 등 한국내 친미파 관료의 적극적인 후원이 자리하고 있었다. 1904년 7월 한미합작회사가 되었으며, 1909년 콜브란이 일본 회사에 매도함으로써 회사는 완전히 소멸되었다.

### 죽음
이채연은 만 40살에 죽게되는데 정확은 사인은 밝혀지지 않고 있지만, 그의 친구인 William F.Sands의 회고에 따르면 그의 죽음은 독살로 추정된다. 그는 죽기 직전, William F.Sands에게 자신의 아들을 보살펴 줄 것과 자신과 같이 저녁을 먹었던 사람들은 어떠한 반응을 보이는지에 대해서 알아봐줄 것을 부탁했다. William F.Sands의 소식통에게 이채연과 저녁을 먹은 인물중 한명을 제외한 모든 사람이 죽었다는 소식을 들은 직후 이채연은 샌즈 (William F.Sands)품에서 죽게 된다. 이채연과 다양한 사업을 진행했던 콜브란측은 그의 죽음이 독살에 의한 것이며 그 배후에는 이용익이 있다고 확신했다. 이채연의 죽음은 콜브란의 사업 확대와 관련된다. 콜브란의 대대적인 사업 확대는 한국의 정치․경제적 침탈을 노리고 있었던 일본의 반발을 초래했다. 황실도로 건설과 수도설비 부설 등을 둘러싸고 일본과 심각한 갈등을 벌였던 것은 이 때문이었다. 또한 한국내 정파간, 특히 친미개화파(특히 이채연)와 황실측근세력(특히 이용익)간에 권력쟁탈전을 유발했다.

## 성격
이채연은 미국에서도 매우 신사적으로 행동했다고 알려져 있다. 또한 이사벨라 버드 비숍에 의하면 한성판윤으로 재직하던 중에는 권위적이고 똑똑한 우두머리였다고 알려져 있다. 외국인들을 대할 때도 예를 갖추어서 대했다. 1896년 말, 철도 회사와 광산 회사의 사람들을 대접할 때, 서양의 접대 절차에 따라서 격식있게 예를 갖추어 대하였다.

## 인맥
미국에서 대리공사로 재직하던 중, 조선의 황태자의 생일을 축하하기 위한 피로연을 워싱턴 D.C.에서 열게 되었다. 이 때, 미국의 상원 의원 Frye, Davis와 차관보 Mr.Quiney, Walker 제독 및 멕시코, 영국, 일본, 독일, 니카라과의 공사들이 참여하는 등 국외에서도 많은 인맥을 소유하였다.